# Bataille de Tarragone (août 1641)
 (août 2008).
Si vous disposez d'ouvrages ou d'articles de référence ou si vous connaissez des sites web de qualité traitant du thème abordé ici, merci de compléter l'article en donnant les références utiles à sa vérifiabilité et en les liant à la section « Notes et références ».
Pour les articles homonymes, voir Bataille de Tarragone.
Guerre de Trente Ans
Batailles
Le 20 août 1641, une flotte espagnole sous le commandement de don García Álvarez de Tolède, s’approcha de Tarragone qui était assiégée par l’armée française de Lamotte-Hondancourt, et sur mer par la flotte d'Henri de Sourdis, composée de 36 galions, 4 brûlots, 19 galères et 8 brigantins.

## Antécédents
La ville avait déjà été ravitaillée par les Espagnols lors d’une attaque menée par des galères le 4 juillet, mais cette fois-ci le siège devait être rompu définitivement. L'essentiel de la flotte espagnole s'est concentrée à Vinaròs. Elle était composée de 30 galions (un tiers civils), 4 pataches, 29 galères et 65 navires marchands chargés de provisions, auxquels se sont ajoutées les 29 galères survivantes de la précédente bataille de Tarragone.

## Bataille
Arrivés au contact, la flotte française ouvrit le feu. Au cours de l’engagement entre les deux lignes de batailles, les galères espagnoles parvinrent à glisser sans encombre le convoi dans la ville.
À 3h de l’après-midi, les galères virèrent, et attaquèrent la flotte française par l’arrière. La flotte française fut prise entre deux feux, souffrant énormément jusqu’au coucher du soleil, moment où le combat cessa. Le jour suivant, il reprit, mais baissa en intensité, jusqu’à se terminer en une poursuite des Français en pleine retraite.
Le 25, la flotte française fut perdue de vue, mais les Espagnols leur capturèrent un brûlot qu’ils lancèrent inutilement contre eux.
Il ne semble pas qu’ils aient perdu plus de navires, mais leurs dommages et pertes durent être énormes du fait du feu croisé qu’ils eurent à subir pendant un long moment. 
Clairement vaincus, ils firent route vers leur base en France.
Les officiers de don García le supplièrent de poursuivre et d’aborder l’ennemi pour l’achever. Mais celui-ci savait qu’un tiers de ses galions ne souhaitaient pas de battre avec acharnement, du fait qu’ils étaient civils, et que le nombre de flottes espagnoles était limité, et ils en auraient besoin du fait des nombreux autres ennemis encore présents. 

## Conséquences

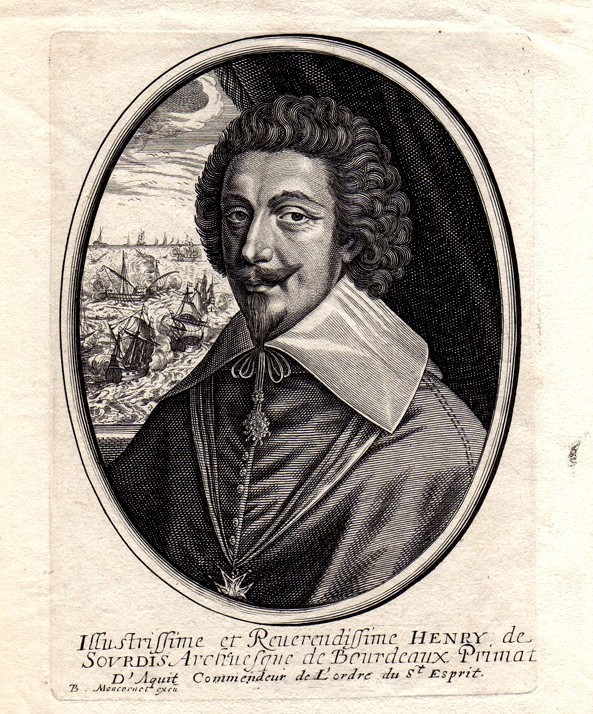
Henri de Sourdis, commandant de la flotte française.

La guerre « galante » fut confirmée comme étant la tactique à suivre, moins décisive, mais moins risquée que la guerre « à l’espagnole ».
La victoire stratégique fut totale : la flotte française ne fut pas détruite, mais l’espagnole obtint le contrôle de la mer. Elle en profita pour approvisionner Rosas, Perpignan et Collioure, retournant ensuite à Tarragone, car l’armée assiégeante se retira au vu de la défaite navale.
Et tout cela fut obtenu avec une flotte improvisée, car un tiers des galions étaient civils, renforcés par des soldats pour l’équipage ; et contre une flotte très supérieure.
Richelieu destitua Sourdis, et lui interdit de commander à nouveau. Il le remplaça à la tête de la flotte par le jeune Jean Armand de Maillé.